# Turris ruthae
Turris ruthae é uma espécie de gastrópode do gênero Turris, pertencente a família Turridae.